# Omicron Coronae Borealis

Omicron Coronae Borealis, na constelação de Corona Borealis.

Omicron Coronae Borealis (o Coronae Borealis, o CrB) é uma estrela na constelação de Corona Borealis. É uma estrela pouco brilhante mas visível a olho nu em céus escuros com uma magnitude aparente visual de 5,51. Sua paralaxe medida pela sonda Gaia é de 11,78 mas, correspondendo a uma distância de 277 anos-luz (85 parsecs) da Terra. Sua magnitude absoluta é igual a 0,84.
Esta estrela é uma gigante de classe K com um tipo espectral de K0 III, indicando que é uma estrela evoluída que esgotou o hidrogênio em seu núcleo e abandonou a sequência principal. Sua massa é incerta; modelos evolucionários diversos já estimaram massas entre 1,07 M☉ e 2,13 M☉. Omicron Coronae Borealis expandiu-se para um raio de 10,5 vezes o raio solar e está irradiando 50 vezes a luminosidade solar de sua fotosfera a uma temperatura efetiva de 4 750 K. Possui uma baixa metalicidade, com uma abundância de ferro equivalente a metade da solar. É uma possível estrela variável que varia entre magnitude 5,51 e 5,55. Não possui estrelas companheiras conhecidas.
Em 2012 foi descoberto um planeta extrassolar massivo orbitando Omicron Coronae Borealis com um período de 188 dias e excentricidade de 0,19. Sua detecção foi feita por espectroscopia Doppler, que consiste em detectar variações periódicas na velocidade radial de uma estrela causadas pela gravidade de um objeto em órbita. Com base em uma massa estelar de 2,13 M☉, é calculado que o planeta tenha uma massa mínima de 1,5 vezes a massa de Júpiter e um semieixo maior de 0,83 UA. Assumindo uma massa estelar de 1,07 M☉, a massa do planeta diminui para 0,65 MJ.
| Planeta | Massa   | Semieixo maior (UA) | Período orbital (dias) | Excentricidade |
| ------- | ------- | ------------------- | ---------------------- | -------------- |
| b       | >1,5 MJ | 0,83                | 187,83 ± 0,54          | 0,191 ± 0,085  |